# Geraldo de Souza Rodrigues
Geraldo de Souza Rodrigues (Porto Firme, 24 de outubro de 1963 – Belo Horizonte, 13 de abril de 2025) foi um prelado brasileiro da Igreja Católica, bispo de Januária.

## Biografia
Iniciou a preparação para o sacerdócio em 1978, quando ingressou no Seminário Menor Nossa Senhora da Assunção de Mariana. Cursou filosofia em 1983 e 1984 e teologia de 1985 a 1988, no Seminário Maior São José de Mariana.
Foi ordenado diácono em 28 de novembro de 1987, na Catedral Basílica Nossa Senhora da Assunção de Mariana e recebeu a ordenação presbiteral em 20 de maio de 1988, na sua cidade natal, ambas as ordenações pelas mãos do arcebispo de Mariana, Dom Oscar de Oliveira, sendo incardinado na Arquidiocese de Mariana.
Em sua atuação pastoral, foi pároco nas paróquias São Domingos de Gusmão, em Diogo de Vasconcelos (entre 1988 e 1989), em Nossa Senhora das Mercês, em Mercês (de 1989 a 1998), em São Sebastião, em Itabirito (entre 1999 e 2005), no Sagrado Coração de Jesus, em Conselheiro Lafaiete (de 2005 a 2011), na Nossa Senhora das Brotas, em Entre Rios de Minas (de 2011 a 2019) e na São José, em Paula Cândido (entre 2019 e 2022). Foi pároco na paróquia Nossa Senhora do Rosário de Fátima, em Viçosa de 2022 a 2023.
Também foi coordenador arquidiocesano de Catequese, representante arquidiocesano dos Presbíteros, vigário forâneo, vigário episcopal, membro do Colégio dos Consultores e do Conselho Arquidiocesano de Pastoral.
Em 25 de outubro de 2023, o Papa Francisco o nomeou como bispo de Januária. Recebeu a ordenação episcopal em 27 de janeiro de 2024, na Igreja da Nossa Senhora da Conceição em sua cidade natal, de Dom Airton José dos Santos, arcebispo de Mariana, coadjuvado por Dom José Carlos de Souza Campos, arcebispo de Montes Claros e Dom Lauro Sérgio Versiani Barbosa, bispo de Colatina.
A Diocese de Januária informou o falecimento do seu bispo diocesano dom Geraldo de Souza Rodrigues, na noite do Domingo de Ramos, 13 de abril de 2025, em Belo Horizonte. Dom Geraldo tinha 62 anos e foi diagnosticado com câncer nos rins. Ele estava internado na capital mineira há algumas semanas em tratamento.